# Булгарський ламбдаїзм
Булга́рський ламбдаїзм — особливість булгарських тюркських мов, що полягає в збігу пратюркського -ł- з -l-. Традиційне формулювання закону зводиться до того, що булгарському -l- відповідає стандартне тюркське -š-. Однак і в булгарській групі перед голосним рефлексом -ł- є -š-.
Є присутнім у сучасній чуваській мові. Ламбдаїзм є і в інших тюркських мовах, насамперед в якутській мові, а також сариг-югурській мові.

## Ламбдаїзм
У булгарській мовній групі пратюркське -ł- у закритому складі прояснюється в -l-, у відкритому в -š- з подальшим задзвінченням між голосними або після сонорного:
- пратюркське qıł 'зима' > чуваське хĕл — стандартне тюркське qıš;
- пратюркське ěłt 'чути' > чуваське илт — стандартне тюркське ešit;
- пратюркське keŋełə 'рада' > чуваське канаш [ш] — стандартне тюркське keŋeš;
- пратюркське ulała/ılała/alała 'кінь' > чуваське лаша [ж] — стандартне тюркське alaša.

Прояснення -ł- в -š- зветься сигматизмом.

### Чергування ламбдаїзму і сигматизму
У сучасній чуваській зберігаються пережитки чергування -ł- в одній і тій же основі у відкритому та закритому складах:
- пратюркське qamıł > хăмăл, але qamıłə > хăмăш 'очерет' — стандартне тюркське qamıš;
- пратюркське qoğuł 'жолоб, дупло, проміжок' > хăвăл 'дупло' (> хулă 'порожній'), але qoğułə > хушă [ж] 'жолоб' — стандартне тюркське qoğuš;
- пратюркське altməł '60' > утмăл/отмăл, стандартне тюркське alt(ı)mıš, jetməł '70' > çитмӗл, стандартне тюркське jet(i)miš, але в порядкових числівниках -młə > чуваське -мӗш, по тюркським -młə > -mš > -mč(ı/i/u/ü) (пережитково зберігається у говірках) > -nč(ı/i/u/ü) із можливістю подальших змін.

### Розвиток пратюркського сполучення -łč-
У булгарській групі сполучення -łč- змінювалося в -lč-, в інших тюркських, як і -ł-, переходило в -š-. Надалі -lč- (зокрема і споконвічне) змінювалося в -ś- з подальшим задзвінченням між голосними або після сонорного:
- пратюркське bałč 'голова' > чуваське поç/пуç — стандартне тюркське baš;
- пратюркське kiłčin(e)- 'іржати' > чуваське кĕçĕн- [ж'] — стандартне тюркське kišne-.

Давньобулгарський стан відображають угорські запозичення: bölcső 'колиска' (стандартне тюркське bešik, каз. бесік), gyümölcs 'плід' (чуваське çимĕç, стандартне тюркськеjemiš).
Міжголосне сполучення -łč- надалі, вже після контакту з угорською, також могло співпадати з -š-:
- пратюркське bołčə 'порожній, вільний' > чуваське пушǎ/пошǎ [ж] — стандартне тюркське boš. В угорській мові основа відображена як bocs- [č] (існують, однак, сумніви щодо правовірності такої етимологізації). Цей приклад (єдиний), проте, заперечується, угорське слово може бути іншого походження.

Первісний розвиток відображає основа, що сходить до пратюркського jāłïlə (стандартне тюркське  jašïl 'жовтий, зелений') або jāłləła (башкирське йәшелсә 'ззелень, овочі'): нетривіальний розвиток у чуваській, що свідчить, проте, про історичну шиплячу: çулçă, çулчă, шулчă, шулчĕ (ймовірно, результат розвитку вторинної групи lł у різних випадках; групи -лç- и -лч- вимовляються дзвінко), а також çăвăлç, çăвăлч (вдруге? за аналогією?) 'лист рослин'. Слово з jāł > чуваське çул/çол — jaš (багатозначна основа, у тому числі історично 'зелень').
У чуваській є також деякі слова з інтервокальним -ч- (дзвінкий): пучах 'колос'. У решті тюркських, окрім -š-, йому можуть відповідати -šš-, -sj-, -šk-, -šğ-, -št-, -č- (-dž- > -ž-). Найпослідовніше розрізняються рефлекси -ł- й -łč- у сариг-югурській: tas 'камінь', але baš 'голова'.

### Розвиток -ł- після приголосних
Можливий розвиток -ł- після приголосних у -č-, особливо у східних тюркських:: tumšuq 'ніс' > tumčuq, tunčuq (пор. згадані вище зміни у наростку порядкових числівників). Саме цим пояснюється удавана непослідовність зміни -š- > -s- у сариг-югурській (розвиток групи -łč- по суті є окремим випадком цього: непряма форма bač- пояснювана тільки з bašč-).

## Ламбдаїзм поза булгарськими мовами
На пратюркському рівні існувало чергування -ł- та -l- (рівнозначне чергування -ŕ- та -r-). Це відображається у співіснуванні варіантів teš- ~ tel- 'протикати' або, ймовірно, чергування -š- ~ -l- в beš '5' і bilek 'п'ять'.
На другому місці після булгарських за поширеністю ламбдаїзму знаходиться якутська мова, причому, що відмінно, можливе чергування ламбдаїзму і сигматизму за таким же принципом, як у булгарських (тобто перед голосними сигматизм):
- пратюркське tǖłk(ə) 'сон' > чуваське тĕлĕк — якутське түүл і дієслово түhээ (звук -h- може задзвонюватися) 'спати' — стандартне тюркське tüš. У сариг-югурській в цій основі також -l-: tel.